# Hilary Caldwell
Pour les articles homonymes, voir Caldwell.
Hilary Caldwell (née le 13 mars 1991 à White Rock (Colombie-Britannique)) est une nageuse canadienne. Elle a participé aux Jeux olympiques d'été de 2012 s'arrêtant en séries du 200 mètres dos avec le dix-huitième temps. En 2013, lors Championnats du monde de Barcelone elle obtient la médaille de bronze au 200 m dos, établissant un nouveau record national.
En 2020, elle interprète le rôle d'une des relayeuses canadiennes dans le film Nadia, Butterfly, en sélection officielle au Festival de Cannes 2020 (qui ne s'est pas déroulé).

## Palmarès

### Jeux olympiques
- Jeux olympiques d'été de 2016 à Rio de Janeiro (Brésil) :
  -  médaille de bronze au 200 m dos

### Championnats du monde
- Championnats du monde 2013 à Barcelone ( Espagne) :
  -  médaille de bronze au 200 m dos